# Mites de la creació de l'antic Egipte

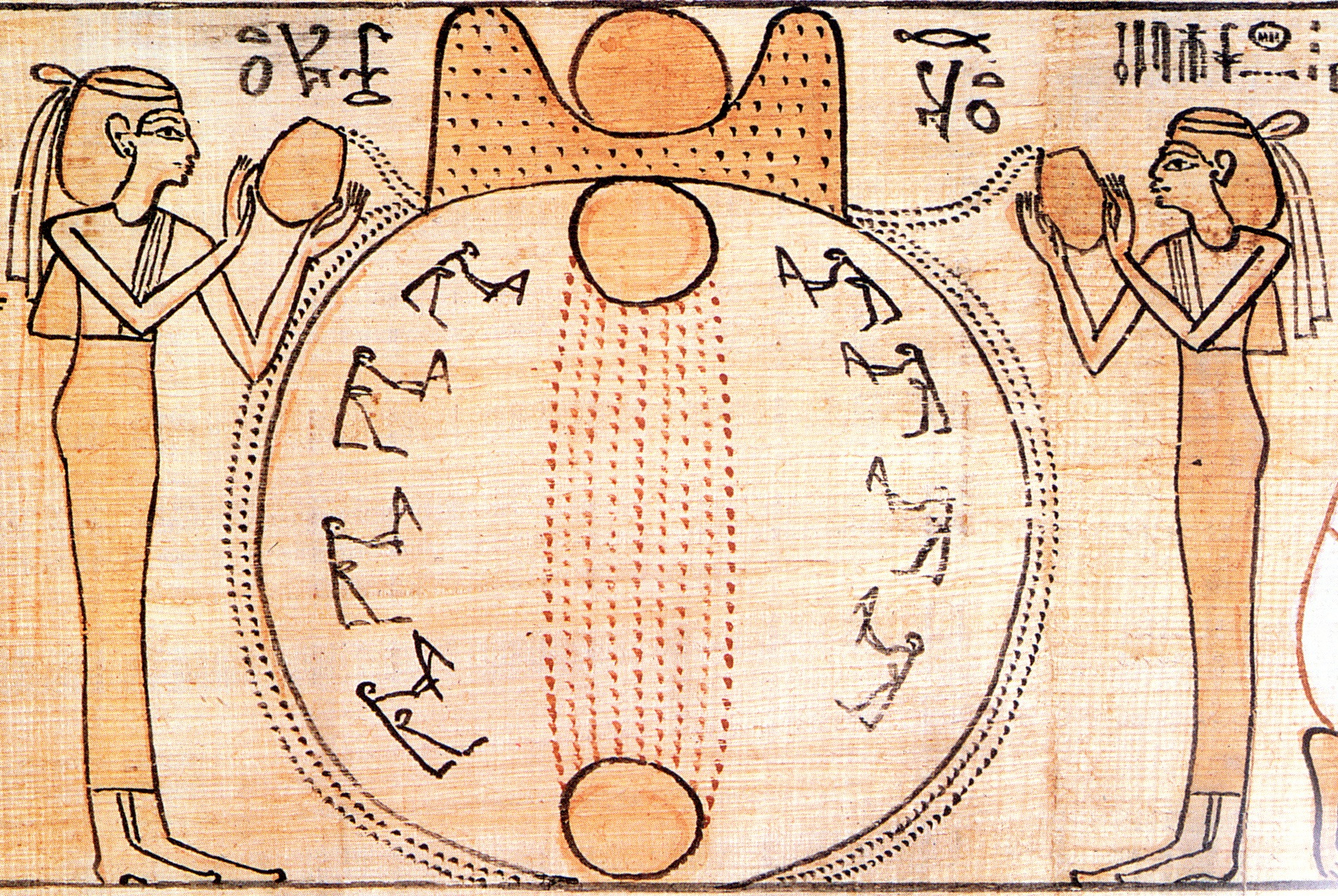
El sol s'aixeca sobre el turó de la creació mentre les dees aboquen les aigües primigènies al seu voltant

Els mites de la creació de l'antic Egipte representen la visió egípcia de la creació del món. Els textos de les Piràmides, unes decoracions i inscripcions que es troben a les parets d'algunes tombes, de l'època de l'Imperi antic (aprox. 2780 – 2250 aC), són la principal font d'informació sobre els mites de la creació egipcis més antics dels quals tenim notícia. Aquestes inscripcions són també els reculls religiosos més antics del món. Els antics egipcis tenien molts déus creadors i llegendes relacionades amb aquests déus. Per aquest motiu, el món, o més concretament Egipte, va ser creat de maneres diferents segons les creences predominants en una determinada zona del país o en una altra.
Tots aquests mites coincideixen a explicar que el món va sorgir d'un mar infinit i sense vida quan el sol va sortir per primera vegada, en una època remota anomenada zp tpj (a vegades transcrit per Zep Tepi), 'la primera vegada'. Segons el mite, la creació del món s'atribueix a un déu o a un altre: el grup de les vuit deïtats primordials anomenat Ogdòade, el déu Atum que s'havia engendrat a si mateix i la seva descendència, la deïtat contemplativa Ptah i Amon, el déu misteriós i transcendent. Tot i que aquestes cosmogonies entraven en conflicte fins a un cert punt, també es complementaven, ja que representaven els diferents aspectes del concepte egipci de la creació.

## Elements comuns
Tots aquests mites de la creació comparteixen alguns elements. Tots afirmen que el món va sorgir de les aigües sense vida del caos, al qual anomenaven Nu. També parlaven d'un turó amb forma piramidal anomenat Benben, que va ser la primera cosa que va emergir d'aquestes aigües. Probablement, aquests elements estaven inspirats pel desbordament anual del riu Nil, quan les aigües s'enretiraven i el sòl que apareixia era fèrtil, és possible que els egipcis equiparessin aquests fets amb el sorgiment de la vida del caos primigeni. El simbolisme d'aquest turó piramidal podia haver derivat dels turons de terra més alts que emergien d'entre les aigües a mesura que el riu s'enretirava.
El sol també estava estretament lligat amb la creació, i es deia que havia sorgit per primera vegada del turó primordial, en forma del déu solar Ra o en la forma concreta del déu escarabat Khepri, que representava el sol acabat de sortir. Hi havia moltes versions sobre el sorgiment del sol, unes parlaven del sol que emergia directament d'aquest turó o d'una flor de lotus que creixia al turó, en forma d'agró, de falcó, d'escarabat, o de nen humà.
Un altre element comú de les cosmogonies egípcies és la figura familiar de l'ou còsmic, que substitueix les aigües primigènies o el turó primordial. Una variant de la versió de l'ou còsmic explica que el déu sol, com a poder primitiu, va sorgir del turó primordial i que aquest turó estava situat enmig del caos del mar primigeni.

## Cosmogonies

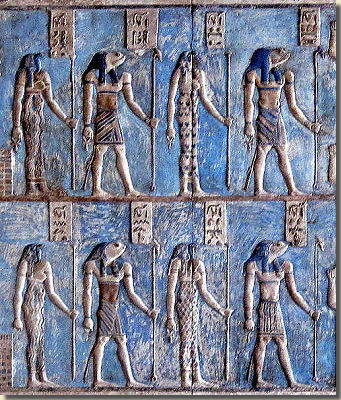
L'Ogdòade d'Hermòpolis. Relleu del temple d'Hathor de Denderah

Els mites de la creació estaven associats amb les creences dominants en cadascuna de les principals ciutats egípcies, totes centrades en un determinat déu: Hermòpolis, Heliòpolis, Memfis i Tebes. Fins a un cert punt, aquests mites representen teologies enfrontades, però també descriuen diferents aspectes del procés de creació.

### Hermòpolis
El mite de la creació hermopolità se centrava en la naturalesa de l'univers abans de la creació del món. Les qualitats inherents de les aigües primigènies estaven representades per un conjunt de vuit déus anomenat l'Ogdòade. El déu Nu i la seva parella femenina Naunet representaven les aigües primigènies inerts; Huh i la seva parella Hauhet representaven l'extensió infinita d'aquestes aigües; Kuk i Kauket personificaven la seva foscor; i Amon i Amaunet representaven la seva naturalesa oculta i desconeguda, en contraposició amb el món tangible dels vius. Les aigües primigènies eren una part del procés creador; per aquest motiu, les deïtats que les representaven es podien considerar deïtats creadores. Segons el mite, els vuit déus es dividien en dos grups, un amb els déus masculins i un amb els femenins. Se'ls representava simbòlicament com a criatures aquàtiques perquè vivien dins l'aigua: els mascles tenien aspecte de granotes i les femelles de serps, tot i que algunes vegades també eren representades com a babuïns. Al final els dos grups es van unir; aquesta unió va originar una gran convulsió, de la qual sorgiria el turó primordial dins del que hi havia un ou còsmic d'on va emergir el jove déu sol, que va pujar fins al cel per il·luminar el món.

### Heliòpolis
Segons les creences heliopolitanes, la creació s'atribuïa a Atum, un déu proper i associat amb Ra, que ja existia en les aigües de Nu en la forma potencial d'ésser inert. Atum era un déu que s'havia engendrat a si mateix, l'origen de tots els elements i les forces del món, i el mite heliopolità descrivia el procés mitjançant el qual Atum havia "evolucionat" d'un únic ésser a aquesta multiplicitat d'elements. El procés havia començat amb l'aparició d'Atum sobre el turó, on va concebre el déu de l'aire Shu i la seva germana Tefnut, l'existència dels quals representava l'aparició d'un espai buit enmig de les aigües. Per a explicar com s'ho havia fet Atum, el mite empra la metàfora de la masturbació, i identifica la mà que va fer servir amb el principi femení inherent en el déu. També s'explica que va esternudar i escopir per crear Shu i Tefnut, una metàfora que devia sorgir del so dels seus noms. Més tard, Shu i Tefnut van copular per crear el déu de la terra Geb i la dea del cel Nut, els quals definien els límits del món. Geb i Nut van tenir quatre fills, que representaven les forces de la vida: Osiris, déu de la fertilitat i la regeneració, Isis, dea de la maternitat, Seth, déu de la sexualitat masculina i Nephthys de la femenina. El mite explicava així el procés mitjançant el qual va sorgir la vida. Aquests nou déus s'agrupaven teològicament en l'Ennèada, però els vuit déus menors, i tota la resta de coses del món, eren considerades meres extensions d'Atum.

### Memfis

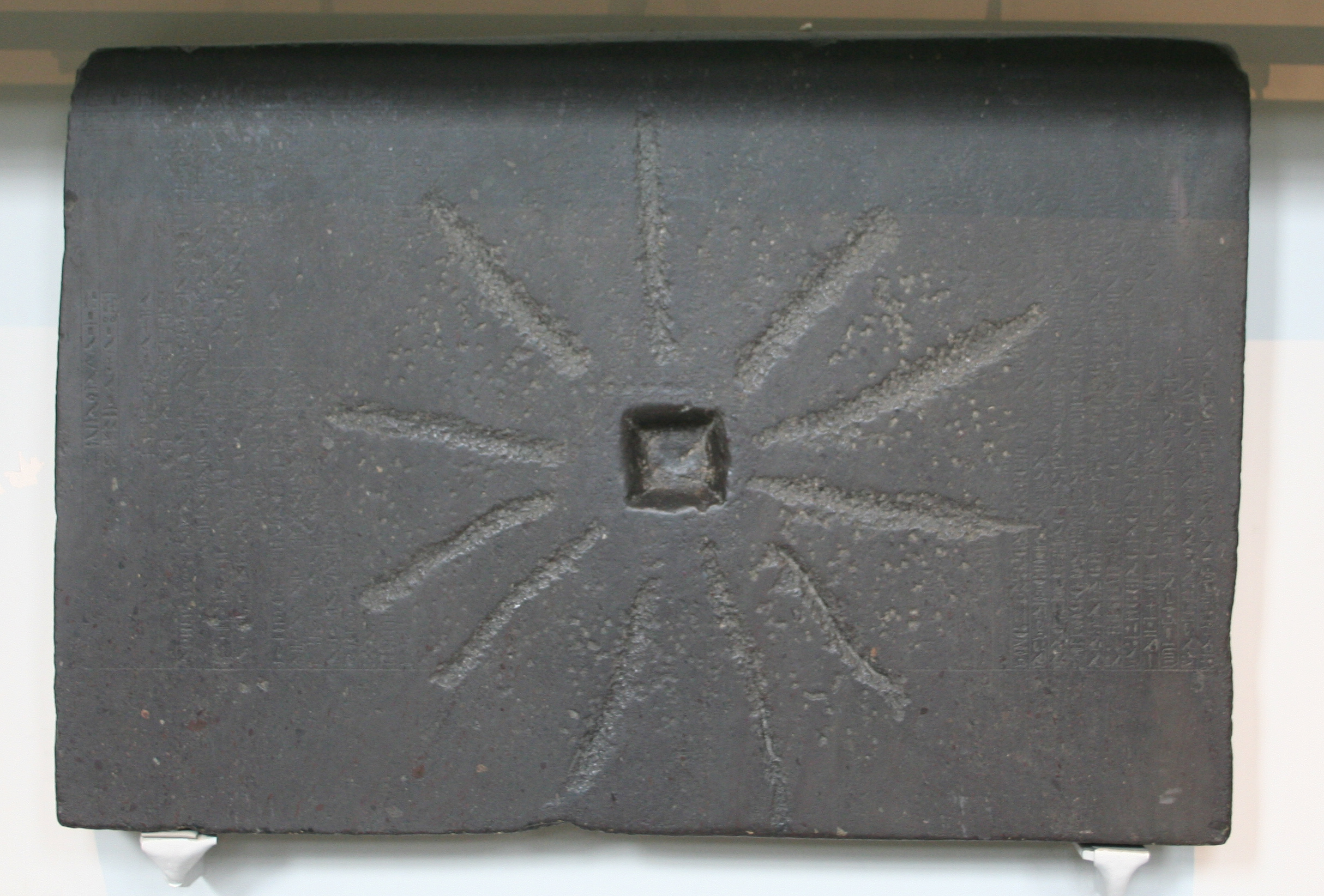
Pedra de Shabaka, atribuïda al faraó Shabaka, descriu el mite de la creació memfita. Museu Britànic

La versió memfita de la creació se centrava en Ptah, el patró dels artesans. Ptah representava l'habilitat de visualitzar el producte acabat i de donar forma a les matèries primeres per tal de crear aquest producte final. La doctrina memfita explicava que Ptah va crear el món de manera semblant. A diferència dels altres mites egipcis, aquesta no era una creació física sinó intel·lectual, efectuada mitjançant la paraula i la ment del déu. Les idees que van sorgir dins del cor de Ptah (segons el pensament egipci, el cor era el lloc on s'originaven els pensaments) van obtenir forma quan les va pronunciar amb la llengua. Mitjançant l'expressió oral, Ptah va crear els déus i totes les altres coses.
El mite de la creació memfita coexistia amb el mite heliopolità, ja que existia la creença que el pensament i el discurs creatiu de Ptah havien donat forma a Atum i a l'Ennèada. Ptah també estava associat a Tatenen, el déu que personificava el turó primordial.

### Tebes
La teologia tebana afirmava que Amon no era un simple membre de l'Ogdòade, sinó la força oculta darrere de totes les coses. Hi ha una fusió de tots els conceptes de creació en la personalitat d'Amon, una síntesi que fa que el déu destaqui sobre totes les altres deïtats, ja que Amon està "per sobre del cel i per sota de l'inframon". Una de les versions del mite tebà diu que en el moment de l'acte de creació, Amon va fer un poderós crit com el d'una oca, que va trencar la quietud de les aigües primigènies causant una reacció còsmica que va desembocar en la formació de l'Ogdòade i de l'Ennèada. Amon estava separat del món, la seva veritable naturalesa romania oculta fins i tot dels altres déus. Però també era alhora el veritable origen de la creació, tots els déus, inclosos els altres déus creadors, eren de fet simples aspectes d'Amon. Arran d'aquestes creences, Amon finalment va esdevenir el déu suprem del panteó egipci.
La influència del culte a Amon és sinònima del creixement de Tebes com a capital religiosa. Però són les sales hipòstiles, els obeliscs, les estàtues colossals, els relleus de les parets i les inscripcions jeroglífiques dels temples tebans els que ens mostren la veritable superioritat d'Amón. Tebes era considerada el lloc on va sorgir el turó primordial al principi dels temps.